# アルフォンス・ディーペンブロック
アルフォンス・ディーペンブロック（Alphonsus Johannes Maria Diepenbrock, 1862年9月2日 アムステルダム - 1921年4月5日）はオランダの作曲家・文学者。

## 経歴
アムステルダム大学で古典文学を専攻し、1888年にセネカの生涯に関するラテン語の論文を提出して、優等で博士号を授与された。
作曲家としては、少年時代から完全に独学であり、ワーグナーの半音階技法と16世紀ルネサンス音楽のポリフォニーを融合させた、独自の音楽語法を編み出していた。後年になると、ドビュッシーの音楽との出会いによって、印象主義的な洗練が加味された。
水準の高い文学作品をテクストとした声楽曲が、作品数を占めている。古代ギリシャの戯曲やラテン語典礼文を別とすれば、ゲーテやノヴァーリス、フォンデル、ブレンターノ、ヘルダーリン、ハイネ、ニーチェ、ボードレール、ヴェルレーヌらの詩に霊感を求めている。

## 主要作品一覧
- 祝日のミサ曲 Missa in die festo 1891年
- テ・デウム Te Deum 1897年
- 夜への賛歌 Hymne an die Nacht 1899年
- Vondels vaart naar Agrippine 1903年
- 大いなる沈黙のうちに Im Grossen Schweigen 1906年
- 夜 Die Nacht 1911年
- マルシュアス  Marsyas 1910年
- Gijsbreght van Aemstel 1912年
- 鳥たち De Vogels 1917年
- エレクトラ Electra 1920年